# Münsterland Giro 2019
Il Münsterland Giro 2019 (ufficialmente Sparkassen Münsterland Giro per motivi di sponsorizzazione), quattordicesima edizione della corsa, valevole come evento dell'UCI Europe Tour 2019 categoria 1.HC, si è svolto il 3 ottobre 2019 su un percorso di 193,3 km, con partenza da Emsdetten e arrivo a Münster, in Germania. La vittoria è stata appannaggio del colombiano Álvaro Hodeg, che ha completato il percorso in 4h 26' 39" alla media di 43,5 km/h precedendo il tedesco Pascal Ackermann e il belga Tim Merlier.
Al traguardo di Münster 91 ciclisti, su 169 partiti da Emsdetten, hanno portato a termine la competizione.

## Squadre partecipanti
| N.      | Cod. | Squadra                |
| ------- | ---- | ---------------------- |
| 1-7     | SUN  | Team Sunweb            |
| 11-17   | BOH  | Bora-Hansgrohe         |
| 21-27   | DQT  | Deceuninck-Quick Step  |
| 31-37   | LTS  | Lotto Soudal           |
| 41-47   | TDD  | Team Dimension Data    |
| 51-56   | INS  | Team Ineos             |
| 61-67   | TJV  | Team Jumbo-Visma       |
| 71-77   | TKA  | Team Katusha Alpecin   |
| 81-87   | TFS  | Trek-Segafredo         |
| 91-97   | UAD  | UAE Team Emirates      |
| 101-107 | GAZ  | Gazprom-RusVelo        |
| 111-117 | ICA  | Israel Cycling Academy |
| 121-126 | RLY  | Rally UHC Cycling      |

| N.      | Cod. | Squadra                   |
| ------- | ---- | ------------------------- |
| 131-137 | ROC  | Roompot-Charles           |
| 141-147 | SVB  | Sport Vlaanderen-Baloise  |
| 151-157 | PCB  | Team Arkéa-Samsic         |
| 161-167 | TDE  | Total Direct Énergie      |
| 171-177 | VCB  | Vital Concept-B&B Hotels  |
| 181-187 | WGG  | Wanty-Gobert Cycling Team |
| 191-197 | BAI  | Bike Aid                  |
| 201-207 | HRN  | Heizomat Rad-Net.de       |
| 211-217 | TDA  | Dauner D&DQ-Akkon         |
| 221-227 | LKH  | Team Lotto-Kern Haus      |
| 231-237 | SVL  | Sauerland NRW-SKS Germany |
| 241-247 | COC  | Corendon-Circus           |

## Ordine d'arrivo (Top 10)
| Pos. | Corridore         | Squadra       | Tempo    |
| ---- | ----------------- | ------------- | -------- |
| 1    | Álvaro Hodeg      | Deceuninck    | 4h26'39" |
| 2    | Pascal Ackermann  | Bora          | s.t.     |
| 3    | Tim Merlier       | Corendon      | s.t.     |
| 4    | Fernando Gaviria  | UAE Team      | s.t.     |
| 5    | Max Walscheid     | Sunweb        | s.t.     |
| 6    | Mike Teunissen    | Jumbo-Visma   | s.t.     |
| 7    | Christophe Noppe  | Sport Vlader. | s.t.     |
| 8    | Piet Allegaert    | Sport Vlader. | s.t.     |
| 9    | Roy Jans          | Corendon      | s.t.     |
| 10   | Niccolò Bonifazio | Total         | s.t.     |